# Ciriacremum julbernardioides
Ciriacremum julbernardioides är en insektsart som beskrevs av Jennifer L. Hollis 1976. Ciriacremum julbernardioides ingår i släktet Ciriacremum och familjen rundbladloppor. Inga underarter finns listade i Catalogue of Life.